# To-Buldi-to
To-Buldi-to (russisk: Два-Бульди-два) er en sovjetisk film fra 1929 af Nina Agadsjanova og Lev Kulesjov.

## Medvirkende
- Sergej Komarov
- Vladimir Kotjetov
- Anel Sudakevitj som Maja
- Andrej Fajt